# Test ABX
Pour les articles homonymes, voir ABX.
Le test ABX est une méthode de comparaison de deux stimulus sensoriels, dont le but est d'identifier des différences détectables entre ces deux stimulus.

## Principe
On présente au sujet deux échantillons connus (l'échantillon A, la référence, et l'échantillon B, un autre).
Un échantillon inconnu X est sélectionné parmi ces deux échantillons. S'il ne peut être déterminé avec une faible valeur p en un nombre prédéterminé d'essais, on ne peut pas rejeter l'hypothèse nulle postulant qu'il n'existe aucune différence perceptible entre les échantillons A et B.